# Tysk fingerört
Tysk fingerört (Potentilla thuringiaca) är en växtart i familjen Rosväxter.